# Manjarivolo crypticus
Manjarivolo crypticus är en skalbaggsart som beskrevs av Renaud Maurice Adrien Paulian 1974. Manjarivolo crypticus ingår i släktet Manjarivolo och familjen Aulonocnemidae. Inga underarter finns listade i Catalogue of Life.